# Jacqueline Sauvage : C'était lui ou moi
Pour plus de détails, voir Fiche technique et Distribution.
Jacqueline Sauvage : C'était lui ou moi est un téléfilm dramatique français réalisé par Yves Rénier, diffusé en deux parties en 2018, en Belgique, sur La Une et, en France, sur TF1. Il s’agit de l’adaptation du livre Je voulais juste que ça s’arrête de Jacqueline Sauvage.

## Fiche technique
Sauf indication contraire, les informations mentionnées dans cette section peuvent être confirmées par la base de données cinématographiques IMDb,  présente dans la section « Liens externes ».
- Titre original : Jacqueline Sauvage : C'était lui ou moi
- Titre international : Jacqueline Sauvage: It Was Him or Me
- Réalisation : Yves Rénier
- Scénario : Marie Deshaires, Catherine Touzet, Jean Falculete et Negar Djavadi, d’après le livre Je voulais juste que ça s'arrête par Jacqueline Sauvage
- Décors : Florence Vercheval et Eugénie Collet
- Photographie : Kika Ungaro
- Son : Dirk Bombey
- Montage : Stéphanie Gaurier
- Musique : Brice Davoli
- Production : Franck Calderon
- Sociétés de production : UGC ; TF1 Production, Umedia, Be Films et RTBF (coproductions)
- Société de distribution : TF1 distribution
- Pays d'origine :  France
- Langue originale : français
- Format : couleur
- Genres : drame, fait divers
- Durée : 2 x 52 minutes
- Dates de première diffusion :
  - France : 13 septembre 2018 (Festival de la fiction TV de La Rochelle) ; 25 septembre 2018 (internet) ; 1er octobre 2018 sur TF1
  - Belgique : 30 septembre 2018 sur La Une
- Public :  Déconseillé aux moins de 12 ans

## Distribution
- Muriel Robin : Jacqueline Sauvage
- Olivier Marchal : Norbert Marot
- Armelle Deutsch : Maître Janine Bonaggiunta, avocate de Jacqueline Sauvage
- Alix Poisson : Maître Nathalie Tomasini, avocate de Jacqueline Sauvage
- Samantha Rénier : Fabienne
- Erika Sainte : Carole
- Laura Sepul : Sylvie
- Clément Manuel : Pascal
- Anissa Allali : Nicky Zuliani (co-détenue de Jacqueline Sauvage)
- Yves Rénier : Le directeur de la prison
- Catherine Demaiffe : La présidente de la Cour d'Assises
- Hélène de Saint-Père : La présidente de la Cour d'Appel
- Agnès Guignard : Christiane Marot
- Laurent D'Elia : L’avocat de la partie civile
- Adèle Sierra : Jacqueline jeune
- Louis Marbais : Norbert jeune
- Cécile Brohez : Surveillante 1
- Cecile Rittweger : Surveillante 2
- Christophe Sermet : Marc
- Noah Dor : Pascal à 12 ans
- Saskia Dillais de Melo : Fabienne à 8 ans
- Jeanne Suttor : Sylvie à 15 ans
- Juliette Halloy : Carole à 14 ans
- Muriel Bersy : La voisine
- Adonis Danieletto : Christian
- Luna Halloy : Fabienne à 17 ans
- Thibaut Neve : Le médecin légiste
- Fred Nyssen : Le lieutenant de gendarmerie
- Philippe Cochin : Le maire
- Raphaëlle Bruneau : Suzanne
- Laurent Bonnet : Le gendarme années 80
- Philippe Resimont : L'avocat général
- Joëlle Paquay : Le juge assesseur de la Cour d'Assises
- Jean-François Geneste : L’avocat de Jacqueline Sauvage à la Cour d'Assises

## Production

### Inspiration
Cette fiction est inspirée du livre autobiographique Je voulais juste que ça s'arrête écrit par Jacqueline Sauvage, une mère de famille condamnée en première instance et en Appel à une même peine de dix ans de réclusion pour avoir abattu son mari, Norbert Marot, de trois tirs dans le dos effectués avec un fusil de chasse le 10 septembre 2012. Elle est graciée par François Hollande et libérée en 2016.
Ce téléfilm présente entre autres le principal moyen de défense invoqué, à savoir l'affirmation de l'existence de violences et d'abus sexuels subis par l'accusée et ses filles durant plusieurs décennies, ainsi que la tentative infructueuse de la défense de présenter les faits jugés comme relevant d'un acte de légitime défense.

### Tournage
Le 15 mai 2018, le tournage débute à Alsemberg dans la périphérie bruxelloise et au palais de justice de Namur en Belgique jusqu’au 14 juin 2018.

### Musique
Brice Davoli est engagé à composer la musique du téléfilm, dont Gentle Strokes avec Valérie Deniz de Boccard.
Il y comprend également des morceaux de musique :
- Quand la musique est bonne, de Jean-Jacques Goldman
- Get Down Saturday Night, d’Oliver Cheatham

## Accueil

### Promotion
Une semaine avant la diffusion du téléfilm, Muriel Robin se livre à une promotion inédite en lançant dans Le Journal du dimanche un manifeste contre les violences faites aux femmes, signé par 88 personnalités du monde du spectacle : « Un appel qui, à son tour, contre l’avis du monde judiciaire et du ministère, appelle à faire évoluer le cadre légal de la légitime défense dans le cas des femmes battues ».

### Festival et diffusions
Présenté en avant-première en « hors compétition » au festival de la fiction TV de La Rochelle, le 13 septembre 2018, le téléfilm y est salué par une longue standing ovation. Il est d’abord diffusé en Belgique, le 30 septembre 2018 sur la RTBF, puis en France, le 1er octobre 2018 sur TF1.

### Critiques
La journaliste Corinne Audouin qui a assisté au procès en appel reconnaît la justesse du personnage interprété par Muriel Robin, mais regrette que le réalisateur Yves Rénier et les scénaristes n'aient pas restitué la complexité de l'affaire, ne privilégiant qu'une seule thèse : Jacqueline Sauvage n'avait pas d'autre solution que de tuer son mari. La journaliste trouve plus nuancé le documentaire consacré à l'affaire, diffusé juste après la fiction (Jacqueline Sauvage, victime ou coupable ?, une enquête de Marion Baillot et Pauline Liétar).
Le Figaro loue « la performance intense de Muriel Robin », mais considère que le téléfilm pâtit « de ses partis pris de mise en scène convenus ».
Télérama confirme que si le téléfilm épouse la thèse de la légitime défense, il décrit « avec justesse l’emprise terrifiante d’un mari et d'un père violent ».
Le journaliste Pierre Dezeraud de PureMédias décrit également le téléfilm comme manquant de nuances : « Prendre l'affaire dans sa globalité, sa complexité et sa réalité concrète, n'aurait rien enlevé à la gravité des faits de violence subis par Jacqueline Sauvage. Car cette histoire ne raconte pas que cela. Elle pose aussi une vraie question de société, occultée par TF1 et son parti pris de faire corps avec l'émotion suscitée dans l'opinion publique par cette affaire. Peut-on se faire justice soi-même ? ».

### Audience
Cette fiction offre un record d'audience à TF1 avec 7,91 millions de téléspectateurs, soit 32,2 % de l’ensemble du public pour sa première partie. La suite  a accompagné 7,44 millions de Français, soit 34,8 % du public. Avec une moyenne de 7,7 millions de téléspectateurs dont 33,5 % de part d'audience, elle constitue la meilleure audience pour une fiction française sur la chaîne depuis la diffusion d'Une chance de trop en 2015. Le documentaire Jacqueline Sauvage, victime ou coupable? qui a suivi la fiction a rassemblé 4,2 millions de téléspectateurs en moyenne, soit 37 % de part d'audience.

## Sélection
- Festival de la fiction TV de La Rochelle 2018 : « hors compétition »

## Conséquences de la diffusion du film
Dans une lettre ouverte publiée le 1er octobre 2018 dans Le Monde, jour de la diffusion du téléfilm, l'avocat général Frédéric Chevallier s'attaque à l’image de victime d’un mari tyran, disant selon lui la détermination de Jacqueline Sauvage « à bâtir un foyer, et ce jusqu’en 1991. Date à laquelle Norbert entre dans une relation extraconjugale ». « Cette relation extraconjugale, était-ce pour vous l’occasion de partir, de laisser votre mari aux bras d’une autre ? », s’interroge l’avocat qui répond par la négative : « Cette dame, vous l’avez harcelée, menacée verbalement et physiquement, frappée et violentée ». Il écrit « Je veux vous parler de ces quarante-sept ans dont d’aucuns, journalistes, hommes et femmes politiques, artistes, intellectuels, de tout bord, de toute tendance se sont emparés sans en connaître la réalité autre que celle faussement véhiculée par ce gigantesque café du commerce que les réseaux sociaux fabriquent et entretiennent à dessein ». L'avocat conclut que Jacqueline Sauvage est devenue un symbole, mais un « symbole inadapté d'un fait majeur de société ». Par ailleurs, il a déclaré sur les ondes de France Info : « J’invite Muriel Robin, elle est mon invitée pendant 24 heures au tribunal de grande instance de Blois pour voir comment travaillent les magistrats et les enquêteurs, au service de la justice ».